# 申次衆
申次衆（もうしつぎしゅう）とは、室町幕府の職名の1つ。

## 概要
申次とは奏者とも呼ばれ、元来は天皇や院に奏聞を取次ぐ役目をする人物を指し、鎌倉幕府や室町幕府でも将軍に奏聞を取次ぐ人を指した。幕府の申次は将士が将軍に拝謁するために参上した際にその姓名を将軍に報告して拝謁を取り次ぎ、同時に関連する雑務も処理した。室町幕府6代将軍足利義教の頃には伊勢・上野・大舘・畠山の4氏出身者によって独占されるようになり、彼らは数名で結番して交代で申次の職務にあたった。これを申次衆と呼び、後に御相伴衆・御供衆・御部屋衆に次ぐ家格としての意味を有するようになった。
近年では、戦国武将の先駆けとされる北条早雲こと伊勢盛時も、元々は室町幕府の申次衆の1人であったと考えられている。